# آناستازیا ماهوترا
آناستازیا ماهوترا (ژاپنی: アナスタシア・マルフォートラ؛ زاده ۱۲ دسامبر ۱۹۸۹) یک تنیس‌باز اهل ژاپن است.